# Comté d'Owsley
Pour les articles homonymes, voir Owsley.
Le comté d'Owsley est un comté de l'État du Kentucky, aux États-Unis, fondé en 1843. Son siège est Booneville.